# Рахбек, Мадс
Мадс Бодсгор Рахбек (Рабек) (дат. Mads Baadsgaard Rahbek, род. 19 октября 1995, Линд, Центральная Ютландия) — датский профессиональный велогонщик, специалист по шоссейному и гравийному велоспорту, чемпион Дании в командной гонке (2016).

## Карьера
Рахбек начал заниматься велоспортом в 2005 году в составе любительской команды Herning Cykle Klub. В 2012–2013 годах он выступал за Blue Water Junior, а в 2018 году вернулся в Herning CK Elite p/b Look. В 2023 году он вновь представлял Herning Cykle Klub, прежде чем присоединиться к Willing Able Racing в 2024 году. В 2014 году Рахбек стал профессиональным велогонщиком, подписав контракт с командой Team Trefor–Blue Water, за которую выступал до 2017 года. С 2019 по 2022 год он был членом команды BHS-Almeborg Bornholm (позже BHS-PL Beton Bornholm).
В 2023 году Рахбек переключился на гравийный велоспорт, начав выступать за команду Willing Able Racing. Одним из его значимых результатов стало 5-е место в гонке Gravel Challenge Blaavands Huk в 2023 году, которая входит в мировую гравийную серию UCI.

### Достижения

#### Шоссе
2012
Тур кантона Во:
10-й в прологе
10-й на 4-м этапе
2013
Тур кантона Во:
8-й в прологе
10-й на 2-м этапе
9-й на 3-м этапе
10-й на 4-м этапе
9-й в генеральной классификации
Niedersachsen Juniors:
5-й на 1-м этапе
6-й на 2-м этапе
генеральная классификация
2014
4-й на 1-м этапе Giro della Regione Friuli Venezia Giulia, командная гонка
2015
10-й на Hobro Løbet
10-й на Гран-при Хернинга
8-й на 1-м этапе De Jyske Pinseløb
2-й на чемпионате Дании, групповая гонка, U23
8-й на Horsens Løbet
3-й на Kolding Gadeløb
2-й на Rundt om Vandtårnet
5-й на Skive Gadeløb
5-й на Kjellerup Gadeløb
Vejle Løbet
5-й на Hillerød
10-й в молодёжной классификации Тура озера Тайху
2016
6-й на 2-м этапе Международной недели Коппи и Бартали, командная гонка
3-й на 1-м этапе GP Arjaan De Schipper, командная гонка
3-й на прологе Тура Берлина, командная гонка, U23
4-й на NCC Løbet
 Чемпионат Дании, командная гонка
4-й в молодёжной классификации Тура Дании
2-й на Vejle Løbet
8-й на CK Aarhus
5-й на Hydro Løbet — Tønder
2017
Истриан Спринг Трофи:
6-й в горной классификации
10-й в молодёжной классификации
9-й на DGI Stjerneløb
3-й на Чемпионате Дании, командная гонка
4-й на 1-м этапе Тура Чехии, командная гонка
5-й на 1-м этапе Ronde van Midden-Nederland, командная гонка
7-й на Give Elementer løbet
2-й на Hedensted Integolobet
10-й на Hydro Løbet — Tønder
2018
5-й на 2-м этапе Тура Антальи
5-й на Grøntgrossisten løbet
2-й на Principia Løbet — Randers
6-й на Campione Pinse Cup Herning
8-й на Marcello Bergamo Cup
5-й на Чемпионате Дании, командная гонка
U6 Cycle Tour:
5-й на 1-м этапе
7-й на 3-м этапе
8-й на Skive Gadeløb
9-й на Гйельне Гутуэр
7-й на Poul Erik Bech Løbet
7-й на Odder CK
10-й на AGU Løbet
2019
7-й на Slagelse Løbet, индивидуальная гонка
3-й на Give Elementer løbet
9-й на GP Herning
3-й на 3-м этапе Alpes Isère Tour
3-й на Чемпионате Дании, командная гонка
8-й на Struer Kriterium
2-й в горной классификации Тура Дании
7-й на Herning City Gadeløbet
3-й на Kvickly TT Løbet
3-й на JFM TT
7-й на Jysk Energi Løbet
4-й на Odder CK
5-й на Hydro Løbet — Tønder
3-й на Sønderborg Løbet
2020
Тур Антальи:
8-й на 2-м этапе
8-й в генеральной классификации
4-й на Bjergmesterskabet
Велосипедная неделя в Раннерсе:
2-й на 1-м этапе
4-й на 2-м этапе
7-й в генеральной классификации
Чемпионат Дании:
10-й на групповой гонке
6-й на индивидуальной гонке
4-й на Skive Gadeløb
5-й на Fredericia
6-й на Herning City Gadeløbet
5-й на JFM TT
6-й на Fri Bike Shop-Sonderborg
2021
10-й на ABC Linjeløb
8-й в спринтерской классификации Тура Малой Польши
7-й на CarPeopleløbet
4-й на Vissenbjerg (NC)
3-й на Struer Kriterium
9-й на 3-м этапе Тура Дании
4-й в горной классификации Тура Норвегии
 горная классификация Тура Париж — Аррас
3-й на Hobro Løbet
Три дня на севере:
3-й на этапе в Хьёрринге
8-й в генеральной классификации
2022
9-й на Agro Top Løbet — Skive
2-й на GP Herning
10-й на Herning City Gadeløbet
10-й на Campione Pinse Cup, этап в Силькеборге
10-й на 1-м этапе Крейз Брейз Элит, командная гонка

#### Гравий
2023
5-й на Gravel Challenge Blaavands

### Рейтинги
| Год                 | 2015   | 2016   | 2017 | 2018   | 2019   | 2020  | 2021   | 2022   |
| ------------------- | ------ | ------ | ---- | ------ | ------ | ----- | ------ | ------ |
| Мировой рейтинг UCI |        | 2196-й | -    | 2648-й | 2439-й | 811-й | 1819-й | 1307-й |
| Европейский тур UCI | 1098-й | 1458-й | -    | 1760-й | 1561-й | 647-й | 1250-й | 907-й  |
|                     |        |        |      |        |        |       |        |        |
| Источник: UCI       |        |        |      |        |        |       |        |        |